# Anemone lancifolia
Anemone lancifolia là một loài thực vật có hoa trong họ Mao lương. Loài này được Pursh mô tả khoa học đầu tiên năm 1813.